# Leandro Emmanuel Martínez
Leandro Emmanuel Martínez (Tandil, 4 giugno 1994) è un calciatore argentino, attaccante del Fortaleza.

## Caratteristiche tecniche
È un'ala sinistra.

## Carriera
Cresciuto nelle giovanili del River Plate, nel 2015 è stato acquistato dal San Martín (SJ). Ha esordito il 5 maggio 2015 in occasione del match vinto 1-0 contro il Temperley.

## Statistiche

### Presenze e reti nei club
Statistiche aggiornate al 17 aprile 2018.
| Stagione               | Squadra                | Campionato             | Campionato | Campionato | Coppe nazionali | Coppe nazionali | Coppe nazionali | Coppe continentali | Coppe continentali | Coppe continentali | Altre coppe | Altre coppe | Altre coppe | Totale | Totale | Totale |
| Stagione               | Squadra                | Comp                   | Pres       | Reti       | Comp            | Pres            | Reti            | Comp               | Pres               | Reti               | Comp        | Pres        | Reti        | Pres   | Reti   |        |
| ---------------------- | ---------------------- | ---------------------- | ---------- | ---------- | --------------- | --------------- | --------------- | ------------------ | ------------------ | ------------------ | ----------- | ----------- | ----------- | ------ | ------ | ------ |
| 2015                   | San Martín (SJ)        | PD                     | 15         | 3          | CA              | 0               | 0               |                    | -                  | -                  |             | -           | -           | 15     | 3      |        |
| 2016                   | San Martín (SJ)        | PD                     | 5          | 0          | CA              | 0               | 0               |                    | -                  | -                  |             | -           | -           | 5      | 0      |        |
| 2016-2017              | San Martín (SJ)        | PD                     | 10         | 0          | CA              | 0               | 0               |                    | -                  | -                  |             | -           | -           | 10     | 0      |        |
| Totale San Martín (SJ) | Totale San Martín (SJ) | Totale San Martín (SJ) | 30         | 3          |                 | 0               | 0               |                    | -                  | -                  |             | -           | -           | 30     | 3      |        |
| 2017-2018              | Chacarita Juniors      | PD                     | 9          | 1          | CA              | 0               | 0               |                    | -                  | -                  |             | -           | -           | 9      | 1      |        |
| Totale carriera        | Totale carriera        | Totale carriera        | 39         | 4          |                 | 0               | 0               |                    | -                  | -                  |             | -           | -           | 39     | 4      |        |